# Bobbi Sue Luther
Bobbi Sue Luther (ur. 1978) – amerykańska modelka i aktorka.
Prowadziła program stacji TLC Junkyard Mega Wars. Sławę przyniosła jej rola Orion Slave Girl w serialu sci-fi Star Trek: Enterprise.
W marcu 2007 roku została twarzą piwa St. Pauli Girl. Pozowała dla licznych magazynów, m.in. Maxim, Playboy, Stuff, Seventeen czy FHM.
Związana z Robertem Hallem, artystą make-upowym, reżyserem i muzykiem. Mieszkają razem w Los Angeles w stanie Kalifornia.

## Filmografia
- 2009: Night of the Demons jako Suzanne
- 2009: Made in Romania jako Bambi Kleist
- 2009: Laid to Rest jako dziewczyna
- 2009: The Slammin' Salmon jako klient #1
- 2008: Terminator: Kroniki Sary Connor (Terminator: The Sarah Connor Chronicles) jako brzydula w barze
- 2008: Extreme Movie jako Gabriella
- 2008: Killer Pad jako Amber Waves
- 2007: Gameface jako Tabitha
- 2005: Deuce Bigalow: Boski żigolo w Europie (Deuce Bigalow: European Gigolo) jako reporterka wiadomości
- 2005: Come as You Are jako Amber
- 2004: Boy-Next-Door jako Kennedy
- 2004: The Dana & Julia Show jako kelnerka
- 2003: The Neptunes Present: Dude We're Going to Rio! jako stewardesa
- 2001–2005: Star Trek: Enterprise (Enterprise) jako Orion Slave Girl
- 2000–2007: Pohamuj entuzjazm (Curb Your Enthusiasm) jako Bobbi Sue